# Francisco Sánchez Pizjuán
Francisco Sánchez Pizjuán (Sevilla, 24 de marzo de 1859-Sevilla, 11 de noviembre de 1918) fue un médico español.

## Biografía
Nació en Sevilla en 1859. Fue un eminente médico cirujano, nombrado catedrático de Clínica Quirúrgica de la «Escuela Provincial de Medicina» de Sevilla, por Real Orden de 12 de noviembre de 1890.
Sería confirmado como catedrático tras real decreto de 24 de enero de 1902, el cual garantizaba la continuidad de los estudios médicos en Sevilla, siendo integrados en la Universidad de Sevilla. La Escuela Provincial pasaría a llamarse desde entonces «Facultad Provincial de Medicina».
Fue vocal de la Junta Municipal de Sanidad y médico de la Beneficencia Municipal. Igualmente, fue diputado 1º del Colegio Médico de Sevilla (1894), siendo decano Ramón de la Sota y Lastra.
En la actualidad tiene una calle dedicada en su honor en la ciudad de Sevilla, junto al Hospital Virgen Macarena, conocida como avenida Sánchez Pizjuán.